# Уд-Дин, Риаз
Риаз уд-Дин (англ. Riaz ud-Din, 24 февраля 1942, Кветта, Британская Индия — 15 января 2001) — пакистанский хоккеист (хоккей на траве), защитник. Олимпийский чемпион 1968 года.

## Биография
Риаз уд-Дин родился 24 февраля 1942 года в индийском городе Кветта (сейчас в Пакистане).
В 1968 году вошёл в состав сборной Пакистана по хоккею на траве на Олимпийских играх в Мехико и завоевал золотую медаль. Играл на позиции защитника, провёл 2 матча, мячей не забивал.
В 1965—1970 годах провёл за сборную Пакистана 55 матчей, забил 5 мячей.
Умер 15 января 2001 года.